# Pinscher-Schnauzer-Klub 1895
Der Pinscher-Schnauzer-Klub 1895 (PSK) ist ein deutscher Hundezuchtverein.

## Geschichte
Der PSK wurde 1895 gegründet und hat seinen Sitz in Köln, die Hauptgeschäftsstelle befindet sich in Remscheid. Der PSK ist Mitglied im Verband für das Deutsche Hundewesen (VDH) und damit mittelbar auch Mitglied der Fédération Cynologique Internationale (FCI). 

## Gliederung
Im Pinscher-Schnauzer-Klub gibt es 17 Landesgruppen, die wiederum aus verschiedenen Ortsgruppen bestehen. Diese organisieren regelmäßige Hundeausstellungen, auf denen die sechs vom Klub betreuten Rassen Deutscher Pinscher, Zwergpinscher, Affenpinscher, Riesenschnauzer, Schnauzer und Zwergschnauzer ausgestellt werden, betreiben teilweise Hundesport und führen Begleithundeprüfungen durch.

## Aktivitäten
Der PSK bietet auf seiner Website neben dem Kontakt zu Züchtern auch die Vermittlung von Welpen und Junghunden sowie ausführliche Rasseporträts der betreuten Rassen. Zudem können die jeweiligen Rassestandards der FCI eingesehen werden, die vom Klub bestimmt werden und nach denen er züchtet.